# Fran Mérida
Francisco "Fran" Mérida Pérez (født 4. marts 1990 i Barcelona, Spanien) er en spansk fodboldspiller, der spiller som midtbanespiller hos Osasuna.

## Klubkarriere
Fran var i sine første ungdomsår tilknyttet den spanske storklub FC Barcelona, men skiftede i 2005 til den engelske Premier League-klub Arsenal F.C., hvor han blev inkluderet i talentafdelingen, inden han i 2007 rykkede op som seniorspiller. Han fik sin debut for klubben i en Carling Cup-kamp mod Newcastle United den 25. september 2007.
På grund af sin unge alder og manglende erfaring valgte Arsenals manager Arsène Wenger i 2008 at udleje Fran til Real Sociedad i Spanien, hvor han opnåede 14 førsteholdskampe inden han atter returnerede til Arsenal. Her er det blevet til yderligere nogle optrædener i Carling Cuppen, men det er fortsat mest på reserveholdet der er spilletid til spanieren.
Efter at have optrådt i alt seks gange for Arsenal valgte Fran i maj 2010 at rejse tilbage til Spanien, hvor han skrev kontrakt med Atlético Madrid.

## Landshold
Fran har spillet flere kampe for de spanske ungdomslandshold, som han har repræsenteret på både U-17, U-19 og U-21-niveau.